# Sedlice
Sedlice és un poble i municipi d'Eslovàquia. Es troba a la regió de Prešov, al nord del país.

## Història
La primera referència escrita de la vila data del 1329.

## Demografia
| Godina             | 1994 | 2004   | 2014   | 2024    |
| ------------------ | ---- | ------ | ------ | ------- |
| Nombre de persones | 1017 | 1040   | 1057   | 939     |
| Diferència         |      | +2,26% | +1,63% | −11,16% |

| Godina             | 2023 | 2024   |
| ------------------ | ---- | ------ |
| Nombre de persones | 956  | 939    |
| Diferència         |      | −1,77% |